# ترین
شرکت ترِین (به انگلیسی: Trane) یکی از شرکت‌های زیرمجموعه شرکت اینگرسول رند است که پیش‌تر تحت عنوان شرکت امریکن استاندارد فعالیت می‌کرد.
این شرکت تولیدکننده محصولات سرمایشی، گرمایشی،  تهویه مطبوع و همچنین سامانه‌های مدیریت ساختمان در سطح جهانی می‌باشد.
از محصولات این شرکت همچنین می‌توان به نرم‌افزار طراحی سامانه‌های تهویه مطبوع ترین تریس ۷۰۰ اشاره کرد.